# Хосе Рауль Капабланка
Хосе́ Рау́ль Капабла́нка і Ґраупе́ра (ісп. José Raúl Capablanca y Graupera; 19 листопада 1888, Гавана — 8 березня 1942, Нью-Йорк) — кубинський шахіст. Чемпіонат світу із шахів від 1921 до 1927 року.

## Життєпис

### Ранні роки

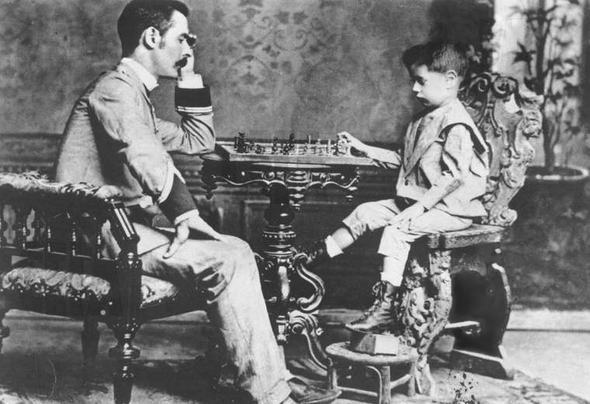
батько грає з чотирирічним сином

Капабланка народився 19 листопада 1888 року в Гавані, тодішньому адміністративному центрі іспанської колонії (Куба здобула незалежність через десять років у результаті війни з Іспанією), в сім'ї офіцера Хосе Марії Капабланки і Марії Граупера Марін. В автобіографії Капабланка пізніше розповів, що навчився грати в шахи вже в чотири роки, спостерігаючи за грою свого батька з товаришем по службі. На третій день вивчив як ходять фігури і під час однієї з партій звернув увагу батька, що той зробив хід не за правилами. Того ж дня зіграв з батьком партію і обіграв його. Цю саму історію з невеликими відмінностями Капабланка якось описав у журнальній статті. При цьому біографи Капабланки Макс Ейве і Лодевейк Прінс, також посилаючись на слова самого кубинця, називають всю історію вигаданою.
Невдовзі батько і його друзі відвели дитину в шаховий клуб у Гавані. Зберігся запис партії, в якій п'ятирічний Капабланка обіграв майстра Іглесіаса, отримавши ферзя як фору. Тоді ж Капабланка, знову отримавши фору у вигляді ферзя, двічі зіграв з відомим європейським майстром Жаном Таубенгаузом, який гастролював на Кубі, і виграв обидві партії. Пізніше Таубенгауз з гордістю згадував, не знаючи, очевидно, історії з Іглесіасом: «Я єдиний у світі шахіст, який давав уперед ферзя Капабланці!». У 8 років Капабланка кілька місяців відвідував по вихідних шаховий клуб, потім його сім'я на три роки покинула Гавану. Коли Капабланка повернувся, були організовані його зустрічі з двох партій з усіма найсильнішими шахістами країни. Капабланка показав, що він поступається лише чинному чемпіону країни Хуану Корсо, який виграв обидві партії.
Однак невдовзі Капабланка кинув Корсо виклик. У матчі, який відбувся у листопаді-грудні 1901 року, молодий кубинець упевнено переміг свого суперника із чотирма виграшами, шістьма нічиїми та двома програшами. Примітно, що до цього моменту Капабланка не вивчав теорію і не був знайомий із шаховими підручниками.:6. Поразку Корсо зазвичай пояснюють перевагою Капабланки в ендшпілі: Капабланка двічі переграв Корсо в рівних закінченнях і ще кілька разів звів унічию ймовірно програні позиції. Наступного року Капабланка вперше і востаннє грав на чемпіонаті Куби, який проходив у два кола, але посів лише четверте місце з шести, а виграв Корсо, який переміг Капабланку в обох партіях.
У 1904 році Капабланка вирушив до Нью-Йорка, щоб краще вивчити англійську і підготуватися до навчання в університеті. У 1906 році вступив до Колумбійського університету на факультет інженерної хімії. Університет він відвідував нечасто, бо перевагу віддавав спорту, особливо грі в шахи в престижному Мангеттенському шаховому клубі. Тут він завжди з'являвся згодом, коли проживав у Нью-Йорку, не змінюючи цієї звички до кінця життя. Одночасно грав у бейсбол; згідно з поширеною версією, він віддав перевагу Колумбійському університету, бо там була сильна бейсбольна команда. 1906 року Капабланка посів перше місце в бліцтурнірі за участю чемпіона світу Емануеля Ласкера і надалі періодично грав у клубі. Через два роки покинув університет, щоб зосередитися на шаховій кар'єрі.:14
Упевнений у власній силі, він уже будував плани на міжнародну шахову кар'єру в Європі, де проводилися найкращі турніри, на яких зустрічалися найсильніші шахісти світу.
Взимку 1908—1909 років Капабланка здійснив поїздку по США з сеансами одночасної гри. У 1909 році було організовано матч Капабланки з американцем Френком Маршаллом, дуже досвідченим гравцем, одним із найкращих тодішніх шахістів. Матч до восьми перемог проходив з квітня по червень у різних містах США . Маршалл був явним фаворитом , і тим більш несподіваним виявився результат: Капабланка здобув перемогу, набравши 15 очок у 23 партіях (+8 −1 =14).
Він жив переважно в Нью-Йорку, де часто проводилися турніри, на яких він посідав призові місця. Але через рік уперше взяв участь у великому міжнародному турнірі, який проходив у Сан-Себастьяні, Іспанія. Там брали участь майже всі сильні шахісти того часу, крім чемпіона Еммануїла Ласкера. І тут Хосе Рауль посів перше місце із шістьма перемогами та тільки однією поразкою.

### Претендент на звання чемпіона світу
|   | a | b | c | d | e | f | g | h |   |
| 8 | d8 чорна тура · g8 чорний король · a7 чорний пішак · f7 чорний пішак · g7 чорний пішак · h7 чорний пішак · b6 чорний ферзь · c3 біла тура · e3 білий пішак · a2 білий пішак · e2 білий ферзь · f2 білий пішак · g2 білий пішак · h2 білий пішак · g1 білий король | d8 чорна тура · g8 чорний король · a7 чорний пішак · f7 чорний пішак · g7 чорний пішак · h7 чорний пішак · b6 чорний ферзь · c3 біла тура · e3 білий пішак · a2 білий пішак · e2 білий ферзь · f2 білий пішак · g2 білий пішак · h2 білий пішак · g1 білий король | d8 чорна тура · g8 чорний король · a7 чорний пішак · f7 чорний пішак · g7 чорний пішак · h7 чорний пішак · b6 чорний ферзь · c3 біла тура · e3 білий пішак · a2 білий пішак · e2 білий ферзь · f2 білий пішак · g2 білий пішак · h2 білий пішак · g1 білий король | d8 чорна тура · g8 чорний король · a7 чорний пішак · f7 чорний пішак · g7 чорний пішак · h7 чорний пішак · b6 чорний ферзь · c3 біла тура · e3 білий пішак · a2 білий пішак · e2 білий ферзь · f2 білий пішак · g2 білий пішак · h2 білий пішак · g1 білий король | d8 чорна тура · g8 чорний король · a7 чорний пішак · f7 чорний пішак · g7 чорний пішак · h7 чорний пішак · b6 чорний ферзь · c3 біла тура · e3 білий пішак · a2 білий пішак · e2 білий ферзь · f2 білий пішак · g2 білий пішак · h2 білий пішак · g1 білий король | d8 чорна тура · g8 чорний король · a7 чорний пішак · f7 чорний пішак · g7 чорний пішак · h7 чорний пішак · b6 чорний ферзь · c3 біла тура · e3 білий пішак · a2 білий пішак · e2 білий ферзь · f2 білий пішак · g2 білий пішак · h2 білий пішак · g1 білий король | d8 чорна тура · g8 чорний король · a7 чорний пішак · f7 чорний пішак · g7 чорний пішак · h7 чорний пішак · b6 чорний ферзь · c3 біла тура · e3 білий пішак · a2 білий пішак · e2 білий ферзь · f2 білий пішак · g2 білий пішак · h2 білий пішак · g1 білий король | d8 чорна тура · g8 чорний король · a7 чорний пішак · f7 чорний пішак · g7 чорний пішак · h7 чорний пішак · b6 чорний ферзь · c3 біла тура · e3 білий пішак · a2 білий пішак · e2 білий ферзь · f2 білий пішак · g2 білий пішак · h2 білий пішак · g1 білий король | 8 |
| 7 | d8 чорна тура · g8 чорний король · a7 чорний пішак · f7 чорний пішак · g7 чорний пішак · h7 чорний пішак · b6 чорний ферзь · c3 біла тура · e3 білий пішак · a2 білий пішак · e2 білий ферзь · f2 білий пішак · g2 білий пішак · h2 білий пішак · g1 білий король | d8 чорна тура · g8 чорний король · a7 чорний пішак · f7 чорний пішак · g7 чорний пішак · h7 чорний пішак · b6 чорний ферзь · c3 біла тура · e3 білий пішак · a2 білий пішак · e2 білий ферзь · f2 білий пішак · g2 білий пішак · h2 білий пішак · g1 білий король | d8 чорна тура · g8 чорний король · a7 чорний пішак · f7 чорний пішак · g7 чорний пішак · h7 чорний пішак · b6 чорний ферзь · c3 біла тура · e3 білий пішак · a2 білий пішак · e2 білий ферзь · f2 білий пішак · g2 білий пішак · h2 білий пішак · g1 білий король | d8 чорна тура · g8 чорний король · a7 чорний пішак · f7 чорний пішак · g7 чорний пішак · h7 чорний пішак · b6 чорний ферзь · c3 біла тура · e3 білий пішак · a2 білий пішак · e2 білий ферзь · f2 білий пішак · g2 білий пішак · h2 білий пішак · g1 білий король | d8 чорна тура · g8 чорний король · a7 чорний пішак · f7 чорний пішак · g7 чорний пішак · h7 чорний пішак · b6 чорний ферзь · c3 біла тура · e3 білий пішак · a2 білий пішак · e2 білий ферзь · f2 білий пішак · g2 білий пішак · h2 білий пішак · g1 білий король | d8 чорна тура · g8 чорний король · a7 чорний пішак · f7 чорний пішак · g7 чорний пішак · h7 чорний пішак · b6 чорний ферзь · c3 біла тура · e3 білий пішак · a2 білий пішак · e2 білий ферзь · f2 білий пішак · g2 білий пішак · h2 білий пішак · g1 білий король | d8 чорна тура · g8 чорний король · a7 чорний пішак · f7 чорний пішак · g7 чорний пішак · h7 чорний пішак · b6 чорний ферзь · c3 біла тура · e3 білий пішак · a2 білий пішак · e2 білий ферзь · f2 білий пішак · g2 білий пішак · h2 білий пішак · g1 білий король | d8 чорна тура · g8 чорний король · a7 чорний пішак · f7 чорний пішак · g7 чорний пішак · h7 чорний пішак · b6 чорний ферзь · c3 біла тура · e3 білий пішак · a2 білий пішак · e2 білий ферзь · f2 білий пішак · g2 білий пішак · h2 білий пішак · g1 білий король | 7 |
| 6 | d8 чорна тура · g8 чорний король · a7 чорний пішак · f7 чорний пішак · g7 чорний пішак · h7 чорний пішак · b6 чорний ферзь · c3 біла тура · e3 білий пішак · a2 білий пішак · e2 білий ферзь · f2 білий пішак · g2 білий пішак · h2 білий пішак · g1 білий король | d8 чорна тура · g8 чорний король · a7 чорний пішак · f7 чорний пішак · g7 чорний пішак · h7 чорний пішак · b6 чорний ферзь · c3 біла тура · e3 білий пішак · a2 білий пішак · e2 білий ферзь · f2 білий пішак · g2 білий пішак · h2 білий пішак · g1 білий король | d8 чорна тура · g8 чорний король · a7 чорний пішак · f7 чорний пішак · g7 чорний пішак · h7 чорний пішак · b6 чорний ферзь · c3 біла тура · e3 білий пішак · a2 білий пішак · e2 білий ферзь · f2 білий пішак · g2 білий пішак · h2 білий пішак · g1 білий король | d8 чорна тура · g8 чорний король · a7 чорний пішак · f7 чорний пішак · g7 чорний пішак · h7 чорний пішак · b6 чорний ферзь · c3 біла тура · e3 білий пішак · a2 білий пішак · e2 білий ферзь · f2 білий пішак · g2 білий пішак · h2 білий пішак · g1 білий король | d8 чорна тура · g8 чорний король · a7 чорний пішак · f7 чорний пішак · g7 чорний пішак · h7 чорний пішак · b6 чорний ферзь · c3 біла тура · e3 білий пішак · a2 білий пішак · e2 білий ферзь · f2 білий пішак · g2 білий пішак · h2 білий пішак · g1 білий король | d8 чорна тура · g8 чорний король · a7 чорний пішак · f7 чорний пішак · g7 чорний пішак · h7 чорний пішак · b6 чорний ферзь · c3 біла тура · e3 білий пішак · a2 білий пішак · e2 білий ферзь · f2 білий пішак · g2 білий пішак · h2 білий пішак · g1 білий король | d8 чорна тура · g8 чорний король · a7 чорний пішак · f7 чорний пішак · g7 чорний пішак · h7 чорний пішак · b6 чорний ферзь · c3 біла тура · e3 білий пішак · a2 білий пішак · e2 білий ферзь · f2 білий пішак · g2 білий пішак · h2 білий пішак · g1 білий король | d8 чорна тура · g8 чорний король · a7 чорний пішак · f7 чорний пішак · g7 чорний пішак · h7 чорний пішак · b6 чорний ферзь · c3 біла тура · e3 білий пішак · a2 білий пішак · e2 білий ферзь · f2 білий пішак · g2 білий пішак · h2 білий пішак · g1 білий король | 6 |
| 5 | d8 чорна тура · g8 чорний король · a7 чорний пішак · f7 чорний пішак · g7 чорний пішак · h7 чорний пішак · b6 чорний ферзь · c3 біла тура · e3 білий пішак · a2 білий пішак · e2 білий ферзь · f2 білий пішак · g2 білий пішак · h2 білий пішак · g1 білий король | d8 чорна тура · g8 чорний король · a7 чорний пішак · f7 чорний пішак · g7 чорний пішак · h7 чорний пішак · b6 чорний ферзь · c3 біла тура · e3 білий пішак · a2 білий пішак · e2 білий ферзь · f2 білий пішак · g2 білий пішак · h2 білий пішак · g1 білий король | d8 чорна тура · g8 чорний король · a7 чорний пішак · f7 чорний пішак · g7 чорний пішак · h7 чорний пішак · b6 чорний ферзь · c3 біла тура · e3 білий пішак · a2 білий пішак · e2 білий ферзь · f2 білий пішак · g2 білий пішак · h2 білий пішак · g1 білий король | d8 чорна тура · g8 чорний король · a7 чорний пішак · f7 чорний пішак · g7 чорний пішак · h7 чорний пішак · b6 чорний ферзь · c3 біла тура · e3 білий пішак · a2 білий пішак · e2 білий ферзь · f2 білий пішак · g2 білий пішак · h2 білий пішак · g1 білий король | d8 чорна тура · g8 чорний король · a7 чорний пішак · f7 чорний пішак · g7 чорний пішак · h7 чорний пішак · b6 чорний ферзь · c3 біла тура · e3 білий пішак · a2 білий пішак · e2 білий ферзь · f2 білий пішак · g2 білий пішак · h2 білий пішак · g1 білий король | d8 чорна тура · g8 чорний король · a7 чорний пішак · f7 чорний пішак · g7 чорний пішак · h7 чорний пішак · b6 чорний ферзь · c3 біла тура · e3 білий пішак · a2 білий пішак · e2 білий ферзь · f2 білий пішак · g2 білий пішак · h2 білий пішак · g1 білий король | d8 чорна тура · g8 чорний король · a7 чорний пішак · f7 чорний пішак · g7 чорний пішак · h7 чорний пішак · b6 чорний ферзь · c3 біла тура · e3 білий пішак · a2 білий пішак · e2 білий ферзь · f2 білий пішак · g2 білий пішак · h2 білий пішак · g1 білий король | d8 чорна тура · g8 чорний король · a7 чорний пішак · f7 чорний пішак · g7 чорний пішак · h7 чорний пішак · b6 чорний ферзь · c3 біла тура · e3 білий пішак · a2 білий пішак · e2 білий ферзь · f2 білий пішак · g2 білий пішак · h2 білий пішак · g1 білий король | 5 |
| 4 | d8 чорна тура · g8 чорний король · a7 чорний пішак · f7 чорний пішак · g7 чорний пішак · h7 чорний пішак · b6 чорний ферзь · c3 біла тура · e3 білий пішак · a2 білий пішак · e2 білий ферзь · f2 білий пішак · g2 білий пішак · h2 білий пішак · g1 білий король | d8 чорна тура · g8 чорний король · a7 чорний пішак · f7 чорний пішак · g7 чорний пішак · h7 чорний пішак · b6 чорний ферзь · c3 біла тура · e3 білий пішак · a2 білий пішак · e2 білий ферзь · f2 білий пішак · g2 білий пішак · h2 білий пішак · g1 білий король | d8 чорна тура · g8 чорний король · a7 чорний пішак · f7 чорний пішак · g7 чорний пішак · h7 чорний пішак · b6 чорний ферзь · c3 біла тура · e3 білий пішак · a2 білий пішак · e2 білий ферзь · f2 білий пішак · g2 білий пішак · h2 білий пішак · g1 білий король | d8 чорна тура · g8 чорний король · a7 чорний пішак · f7 чорний пішак · g7 чорний пішак · h7 чорний пішак · b6 чорний ферзь · c3 біла тура · e3 білий пішак · a2 білий пішак · e2 білий ферзь · f2 білий пішак · g2 білий пішак · h2 білий пішак · g1 білий король | d8 чорна тура · g8 чорний король · a7 чорний пішак · f7 чорний пішак · g7 чорний пішак · h7 чорний пішак · b6 чорний ферзь · c3 біла тура · e3 білий пішак · a2 білий пішак · e2 білий ферзь · f2 білий пішак · g2 білий пішак · h2 білий пішак · g1 білий король | d8 чорна тура · g8 чорний король · a7 чорний пішак · f7 чорний пішак · g7 чорний пішак · h7 чорний пішак · b6 чорний ферзь · c3 біла тура · e3 білий пішак · a2 білий пішак · e2 білий ферзь · f2 білий пішак · g2 білий пішак · h2 білий пішак · g1 білий король | d8 чорна тура · g8 чорний король · a7 чорний пішак · f7 чорний пішак · g7 чорний пішак · h7 чорний пішак · b6 чорний ферзь · c3 біла тура · e3 білий пішак · a2 білий пішак · e2 білий ферзь · f2 білий пішак · g2 білий пішак · h2 білий пішак · g1 білий король | d8 чорна тура · g8 чорний король · a7 чорний пішак · f7 чорний пішак · g7 чорний пішак · h7 чорний пішак · b6 чорний ферзь · c3 біла тура · e3 білий пішак · a2 білий пішак · e2 білий ферзь · f2 білий пішак · g2 білий пішак · h2 білий пішак · g1 білий король | 4 |
| 3 | d8 чорна тура · g8 чорний король · a7 чорний пішак · f7 чорний пішак · g7 чорний пішак · h7 чорний пішак · b6 чорний ферзь · c3 біла тура · e3 білий пішак · a2 білий пішак · e2 білий ферзь · f2 білий пішак · g2 білий пішак · h2 білий пішак · g1 білий король | d8 чорна тура · g8 чорний король · a7 чорний пішак · f7 чорний пішак · g7 чорний пішак · h7 чорний пішак · b6 чорний ферзь · c3 біла тура · e3 білий пішак · a2 білий пішак · e2 білий ферзь · f2 білий пішак · g2 білий пішак · h2 білий пішак · g1 білий король | d8 чорна тура · g8 чорний король · a7 чорний пішак · f7 чорний пішак · g7 чорний пішак · h7 чорний пішак · b6 чорний ферзь · c3 біла тура · e3 білий пішак · a2 білий пішак · e2 білий ферзь · f2 білий пішак · g2 білий пішак · h2 білий пішак · g1 білий король | d8 чорна тура · g8 чорний король · a7 чорний пішак · f7 чорний пішак · g7 чорний пішак · h7 чорний пішак · b6 чорний ферзь · c3 біла тура · e3 білий пішак · a2 білий пішак · e2 білий ферзь · f2 білий пішак · g2 білий пішак · h2 білий пішак · g1 білий король | d8 чорна тура · g8 чорний король · a7 чорний пішак · f7 чорний пішак · g7 чорний пішак · h7 чорний пішак · b6 чорний ферзь · c3 біла тура · e3 білий пішак · a2 білий пішак · e2 білий ферзь · f2 білий пішак · g2 білий пішак · h2 білий пішак · g1 білий король | d8 чорна тура · g8 чорний король · a7 чорний пішак · f7 чорний пішак · g7 чорний пішак · h7 чорний пішак · b6 чорний ферзь · c3 біла тура · e3 білий пішак · a2 білий пішак · e2 білий ферзь · f2 білий пішак · g2 білий пішак · h2 білий пішак · g1 білий король | d8 чорна тура · g8 чорний король · a7 чорний пішак · f7 чорний пішак · g7 чорний пішак · h7 чорний пішак · b6 чорний ферзь · c3 біла тура · e3 білий пішак · a2 білий пішак · e2 білий ферзь · f2 білий пішак · g2 білий пішак · h2 білий пішак · g1 білий король | d8 чорна тура · g8 чорний король · a7 чорний пішак · f7 чорний пішак · g7 чорний пішак · h7 чорний пішак · b6 чорний ферзь · c3 біла тура · e3 білий пішак · a2 білий пішак · e2 білий ферзь · f2 білий пішак · g2 білий пішак · h2 білий пішак · g1 білий король | 3 |
| 2 | d8 чорна тура · g8 чорний король · a7 чорний пішак · f7 чорний пішак · g7 чорний пішак · h7 чорний пішак · b6 чорний ферзь · c3 біла тура · e3 білий пішак · a2 білий пішак · e2 білий ферзь · f2 білий пішак · g2 білий пішак · h2 білий пішак · g1 білий король | d8 чорна тура · g8 чорний король · a7 чорний пішак · f7 чорний пішак · g7 чорний пішак · h7 чорний пішак · b6 чорний ферзь · c3 біла тура · e3 білий пішак · a2 білий пішак · e2 білий ферзь · f2 білий пішак · g2 білий пішак · h2 білий пішак · g1 білий король | d8 чорна тура · g8 чорний король · a7 чорний пішак · f7 чорний пішак · g7 чорний пішак · h7 чорний пішак · b6 чорний ферзь · c3 біла тура · e3 білий пішак · a2 білий пішак · e2 білий ферзь · f2 білий пішак · g2 білий пішак · h2 білий пішак · g1 білий король | d8 чорна тура · g8 чорний король · a7 чорний пішак · f7 чорний пішак · g7 чорний пішак · h7 чорний пішак · b6 чорний ферзь · c3 біла тура · e3 білий пішак · a2 білий пішак · e2 білий ферзь · f2 білий пішак · g2 білий пішак · h2 білий пішак · g1 білий король | d8 чорна тура · g8 чорний король · a7 чорний пішак · f7 чорний пішак · g7 чорний пішак · h7 чорний пішак · b6 чорний ферзь · c3 біла тура · e3 білий пішак · a2 білий пішак · e2 білий ферзь · f2 білий пішак · g2 білий пішак · h2 білий пішак · g1 білий король | d8 чорна тура · g8 чорний король · a7 чорний пішак · f7 чорний пішак · g7 чорний пішак · h7 чорний пішак · b6 чорний ферзь · c3 біла тура · e3 білий пішак · a2 білий пішак · e2 білий ферзь · f2 білий пішак · g2 білий пішак · h2 білий пішак · g1 білий король | d8 чорна тура · g8 чорний король · a7 чорний пішак · f7 чорний пішак · g7 чорний пішак · h7 чорний пішак · b6 чорний ферзь · c3 біла тура · e3 білий пішак · a2 білий пішак · e2 білий ферзь · f2 білий пішак · g2 білий пішак · h2 білий пішак · g1 білий король | d8 чорна тура · g8 чорний король · a7 чорний пішак · f7 чорний пішак · g7 чорний пішак · h7 чорний пішак · b6 чорний ферзь · c3 біла тура · e3 білий пішак · a2 білий пішак · e2 білий ферзь · f2 білий пішак · g2 білий пішак · h2 білий пішак · g1 білий король | 2 |
| 1 | d8 чорна тура · g8 чорний король · a7 чорний пішак · f7 чорний пішак · g7 чорний пішак · h7 чорний пішак · b6 чорний ферзь · c3 біла тура · e3 білий пішак · a2 білий пішак · e2 білий ферзь · f2 білий пішак · g2 білий пішак · h2 білий пішак · g1 білий король | d8 чорна тура · g8 чорний король · a7 чорний пішак · f7 чорний пішак · g7 чорний пішак · h7 чорний пішак · b6 чорний ферзь · c3 біла тура · e3 білий пішак · a2 білий пішак · e2 білий ферзь · f2 білий пішак · g2 білий пішак · h2 білий пішак · g1 білий король | d8 чорна тура · g8 чорний король · a7 чорний пішак · f7 чорний пішак · g7 чорний пішак · h7 чорний пішак · b6 чорний ферзь · c3 біла тура · e3 білий пішак · a2 білий пішак · e2 білий ферзь · f2 білий пішак · g2 білий пішак · h2 білий пішак · g1 білий король | d8 чорна тура · g8 чорний король · a7 чорний пішак · f7 чорний пішак · g7 чорний пішак · h7 чорний пішак · b6 чорний ферзь · c3 біла тура · e3 білий пішак · a2 білий пішак · e2 білий ферзь · f2 білий пішак · g2 білий пішак · h2 білий пішак · g1 білий король | d8 чорна тура · g8 чорний король · a7 чорний пішак · f7 чорний пішак · g7 чорний пішак · h7 чорний пішак · b6 чорний ферзь · c3 біла тура · e3 білий пішак · a2 білий пішак · e2 білий ферзь · f2 білий пішак · g2 білий пішак · h2 білий пішак · g1 білий король | d8 чорна тура · g8 чорний король · a7 чорний пішак · f7 чорний пішак · g7 чорний пішак · h7 чорний пішак · b6 чорний ферзь · c3 біла тура · e3 білий пішак · a2 білий пішак · e2 білий ферзь · f2 білий пішак · g2 білий пішак · h2 білий пішак · g1 білий король | d8 чорна тура · g8 чорний король · a7 чорний пішак · f7 чорний пішак · g7 чорний пішак · h7 чорний пішак · b6 чорний ферзь · c3 біла тура · e3 білий пішак · a2 білий пішак · e2 білий ферзь · f2 білий пішак · g2 білий пішак · h2 білий пішак · g1 білий король | d8 чорна тура · g8 чорний король · a7 чорний пішак · f7 чорний пішак · g7 чорний пішак · h7 чорний пішак · b6 чорний ферзь · c3 біла тура · e3 білий пішак · a2 білий пішак · e2 білий ферзь · f2 білий пішак · g2 білий пішак · h2 білий пішак · g1 білий король | 1 |
|   | a | b | c | d | e | f | g | h |   |

Тільки що чорні дозволили білим забрати прохідного пішака на c3, розмінявши кілька фігур. Але з'ясовується, що Бернштейн прогледів вирішальний тактичний удар 29…Фb2! Білі здались.
Дебют Капабланки в Європі мав відбутися 1910 року на сильному турнірі в Гамбурзі, але кубинець не зміг приїхати на нього через хворобу. Капабланка реабілітувався наступного року на великому міжнародному турнірі в Сан-Себастьяні, де грали майже всі найсильніші шахісти того часу, крім Ласкера: умовою участі були призові місця на значних турнірах останніх років. Проти участі Капабланки заперечували Арон Німцович і Йосип Бернштейн, оскільки той не мав достатніх результатів, а відомий був лише завдяки перемозі над Маршаллом, отже Капабланку запросили як виняток. Зрештою Капабланка посів 1-ше місце, випередивши на пів-очка Акібу Рубінштейна і Мілана Відмара, а його перемога над Бернштейном у першому турі отримала перший приз за красу. Це дозволило Капабланці викликати Ласкера на матч за світову першість. Місцем проведення матчу було запропоновано Гавану, проте матч не відбувся: сторони по черзі висунули умови, які виявилися неприйнятними для іншої сторони, а коли Капабланка в листуванні охарактеризував одну з умов, які висунув Ласкер, як «очевидно несправедливу» (obviously unfair), Ласкер через пресу зажадав вибачень. Цей випадок став початком конфлікту, який тривав до петербурзького турніру 1914 року.
1913 року Капабланка посів друге місце після Маршала на турнірі в Гавані. Далі Капабланка взяв участь у чотирьох турнірах у Нью-Йорку, які легко виграв. У вересні того ж року вступив на дипломатичну службу в міністерство закордонних справ Куби на посаду Надзвичайного і повноважного посла уряду Куби в усьому світі, яка дозволяла йому поєднувати дипломатичні доручення і поїздки на турніри. Залишався на службі в МЗС до самої смерті. Отримавши призначення в кубинське консульство в Санкт-Петербурзі, Капабланка на шляху до Росії здійснив турне по європейських столицях, проводячи сеанси одночасної гри та виставкові партії. Серед суперників Капабланки були Ріхард Реті, Ксавери Тартаковер, Олександр Альохін, Йосип Бернштейн та інші сильні майстри. При цьому у виставкових партіях Капабланка здобув 19 перемог при чотирьох нічиїх і одній поразці від Арнольда Аурбаха. Під час виступів у Росії кубинець виграв по 2 партії в Федора Дуз-Хотимирського і Олександра Алехіна й обмінявся перемогами з Євгеном Зноско-Боровським:89, дав сеанси в Москві, Києві, Ризі, Лібаві та інших містах. 3 квітня 1914 року вирушив до Санкт-Петербурга на великий міжнародний турнір, де грали найкращі. У попередньому турнірі посів перше місце, на півтора очки випередивши Емануїла Ласкера і Зіґберта Тарраша. У фіналі, що проходив у два кола за участю п'яти найкращих шахістів, Капабланка зустрівся з Ласкером, який грав білими. Вони зіграли спокійний варіант іспанської партії. Капабланка, мабуть, переконаний у тому, що нічия неминуча, грав у пасивному стилі, через що отримав невигідну позицію й програв. У наступній партії проти Зігберта Тарраша він також програв й фінішував другим, на пів-очка відставши від Ласкера (підсумковий результат складався із суми очок у попередньому турнірі та у фіналі). Третій призер Алехін відстав від Капабланки на три очки. Перед поверненням з Європи на Кубу Капабланка виграв у Ласкера в Берліні бліц-матч з 10 партій — 6½:3½ .
Під час Першої світової війни Капабланка проживав у Нью-Йорку, де впевнено виграв три турніри. У 1915 році з чотирнадцяти партій не виграв лише дві, звівши їх внічию з Маршаллом, який посів друге місце з відставанням на очко. 1916 року турнір проходив за схемою, аналогічною до петербурзького турніру, — з фіналом для п'яти найкращих шахістів. Капабланка переконливо виграв турнір, випередивши Давида Яновського на три очки, хоча й програв партію Оскару Хаєсу. Турнір 1918 року Капабланка виграв з перевагою в півтора очка над Борою Костічем. Цей турнір знаменний партією Капабланка — Маршалл, яка стала одним з найяскравіших прикладів роботи інтуїції кубинського шахіста. Маршалл застосував гостру домашню заготовку, над якою працював дев'ять років, але Капабланка за шахівницею розібрався в позиції й переграв сильного суперника. Варіант іспанській партії, який придумав Маршалл, нині відомий як контратака Маршалла й досі зберігає актуальність.
Після нью-йоркського турніру Капабланка отримав виклик на матч від Бори Костіча. Костіч до цього звів унічию чотири партії з Капабланкою, в тому числі дві на останньому турнірі, хоча Капабланку все одно вважали явним фаворитом. Матч відбувся в Гавані в березні — квітні 1919 року; переможцем ставав той, хто першим виграє вісім партій. Матч розпочався з п'яти перемог Капабланки поспіль, після чого Костіч визнав себе переможеним і здав матч. Того ж року Капабланка здобув перемогу на турнірі в Гастінгсі, присвяченому перемозі союзників у Першій світовій війні.:177—178
В одинадцяти партіях він втратив лише пів-очка, зігравши внічию з Костічем, який посів 2-ге місце.

### Завоювання чемпіонства
Ще 1911 року Капабланка запропонував Ласкеру влаштувати матч на титул чемпіона світу. Але Ласкер відхилив цей запит, бо не був згодний на умови. Після цього перемовини про матч тимчасово припинилися: тоді ще не було ФІДЕ, що керувала змаганнями на титул чемпіона світу, і чемпіон мав право сам розпоряджатися титулом.
У 1920 році розпочалися чергові виснажливі переговори з Ласкером про організацію матчу. Ішлося насамперед про ціну. У січні 1920 року в Гаазі за посередництва правління Голландського шахового союзу нарешті було підписано угоду про проведення матчу.
У червні того ж року Ласкер, який не бажав грати матч, опублікував заяву, в якій повідомляв, що відмовляється від звання чемпіона світу і передає його Капабланці. За словами Ласкера, Капабланка завоював звання «не формальним викликом, але своєю видатною майстерністю». Пізніше Гавана висловила готовність надати 20000 доларів США на проведення матчу, преса також наполягала, що чемпіон світу не повинен поступатися титулом без гри. Матч за звання чемпіона світу відбувся в Гавані в 1921 році. Було обумовлено, що матч складатиметься з 24 партій, при цьому Ласкер відмовився взяти назад зречення, отож перед початком матчу сторони визнавали чемпіоном світу Капабланку. Раніше Ласкер заявляв, що навіть у разі перемоги в матчі відмовиться від титулу на користь молодших майстрів, які самі між собою визначать найдостойнішого. Однак преса й шаховий світ здебільшого не визнавали зречення, отож зазвичай вважають, що Капабланка завоював звання чемпіона світу саме після перемоги в матчі.
Василь Панов у книзі «Капабланка» так охарактеризував цей матч :
|  | ... Ласкер не знаходив щілин, яких очікував, у шаховій броні кубинця і отримував після дебюту в кращому разі рівну позицію. А коли Ласкер намагався з явним ризиком заплутати Капабланку, той не піддавався на привабливі, але спірні продовження й задовольнявся збереженням незначної переваги, яку з точністю і невблаганністю робота хід за ходом нарощував до перемоги. Оригінальний текст (рос.) …Ласкер не находил щелей, каких ожидал, в шахматной броне кубинца и получал по дебюту в лучшем случае равную позицию. А когда Ласкер пытался с явным риском запутать Капабланку, тот не поддавался на заманчивые, но спорные продолжения и довольствовался сохранением незначительного превосходства, которое с точностью и неумолимостью робота ход за ходом наращивал до победы. |

Поразку Ласкера, крім суто ігрових причин, пояснюють позашаховими факторами. Капабланка був на двадцять років молодшим і мав безсумнівну перевагу через спекотний гаванський тропічний клімат. Крім цього, згоду Ласкера взагалі грати матч часто пояснюють тим, що йому потрібні були гроші, оскільки він втратив заощадження через війну. Сам Ласкер в книзі «Мій матч проти Капабланки» неодноразово писав про те, як важко він переносив гаванський клімат. Попри це Ласкер погодився відсилати щотижневі замітки про перебіг матчу в голландську газету, з яких згодом склав брошуру «Мій матч проти Капабланки».
Капабланка тоді був у розквіті сил, а Ласкер проводив матч не на своєму рівні. Кубинець виграв п'яту, десяту, одинадцяту і чотирнадцяту партії. Після чотирнадцятої партії, яку Ласкер програв у результаті грубої одноходової помилки, за рахунку +4 -0 =10 на користь претендента Ласкер припинив боротьбу. В офіційній відмові Ласкер не вказував причину здачі матчу.
Того ж 1921 року, невдовзі після матчу, Капабланка одружився з кубинкою Глорією Сімоні Бетанкур з міста Камагуей. Від шлюбу з Глорією мав двоє дітей, які народилися в 1923 і 1925 роках.

## Чемпіон світу

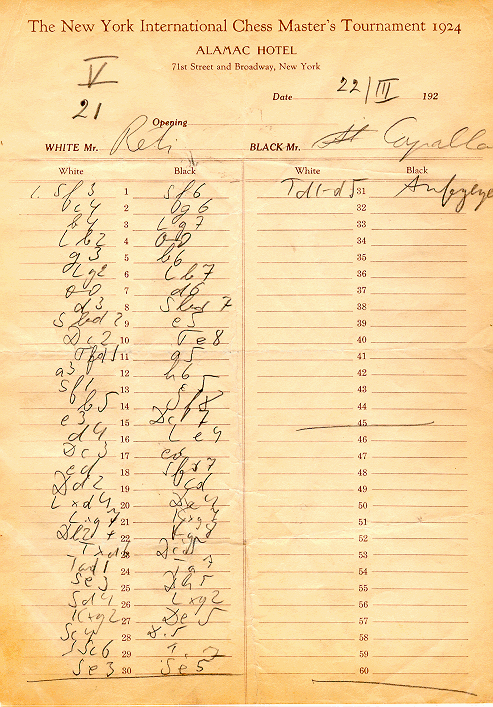
Бланк партії Реті — Капабланка (1924), в якій Реті перервав рекордну безпрограшну серію Капабланки.

1922 рік Капабланка розпочав із турне по США, де виступав з сеансами одночасної гри. В Клівленді дав сеанс на 103 шахівницях, що стало світовим рекордом. При цьому Капабланка зіграв унічию лише одну партію, вигравши решту.
У серпні того ж року Капабланка легко виграв важливий міжнародний турнір у Лондоні. Під час турніру Капабланка й ще 7 провідних шахістів того часу узгодили правила для майбутніх матчів за звання чемпіона світу.
Уже в листопаді Капабланка готовий був зіграти з Акібою Рубінштейном, якому, проте, не вдалося зібрати достатньо грошей на проведення матчу. Рік по тому Олександр Алехін зробив спробу домовитися з американськими бізнесменами про фінансування свого матчу з Капабланкою; у цьому йому відмовили, але профінансували турнір, який відбувся 16 березня 1924 року в Нью-Йорку. Тут Капабланка переміг десять разів, зробив дев'ять нічиїх та у п'ятому турі програв уперше за вісім років чехословаку Ричарду Реті. На цьому турнірі Капабланка посів 2-ге місце після Ласкера, якого переміг в особистій зустрічі.
Наступного року Капабланка грав у міжнародному турнірі в Москві, першому турнірі, який організовано в СРСР. Капабланка закінчив третім, після Боголюбова та Ласкера з дев'ятьма перемогами й двома поразками проти майже невідомих на той час Ільїна-Женевського та Берлінського. У тому турнірі дали про себе знати перші шахові недоліки Капабланки: він нехтував приготуванням до гри із суперником, тренувався нечасто, не вивчав теорію, бо довіряв своєму досвіду та вмінню. У тому турнірі взяли участь одинадцятеро радянських і десять іноземних шахістів, у тому числі Капабланка і Ласкер. На старті Капабланка звів кілька партій унічию, а в сьомому турі в партії проти Ільїна-Женевського випустив спочатку виграш, а потім і нічию. Через тур Капабланка програв Борису Верлинському. Напередодні він їздив до Ленінграда, де провів виснажливий сеанс одночасної гри. Примітно, що в сеансі Капабланка програв одну з партій чотирнадцятирічному Михайлові Ботвиннику. Залишок турніру чемпіон світу провів дуже сильно, а в дев'ятнадцятому турі обіграв майбутнього переможця — Юхима Боголюбова, ще в дебюті пожертвувавши фігуру. Інша перемога, над Миколою Зубарєвим, здобула перший приз за красу. Під час візиту до Москви Капабланка також проводив переговори в Наркоматі зовнішньої торгівлі, дав сеанс одночасної гри чиновникам найвищого рангу, включаючи Кламента Ворошилова, Валеріана Куйбишева і Миколу Криленка, а також знявся в ролі самого себе в епізоді фільму Всеволода Пудовкіна «Шахова гарячка».
У 1926 році Капабланка виграв скромний турнір; тим часом Алехін добився від аргентинської влади фінансування та допомоги в організації матчу між ним і Капабланкою в Буенос-Айресі до 1927 року. Під час приготування до матчу 19 лютого 1927 року було запропоновано провести турнір у Нью-Йорку між Капабланкою, Алехіним, Відмаром, Маршалом, Шпільманом і Німцовичем. Той турнір відбувся і Капабланка посів там перше місце, перемігши всіх своїх суперників, у тому числі й Алехіна.

### Втрата титулу

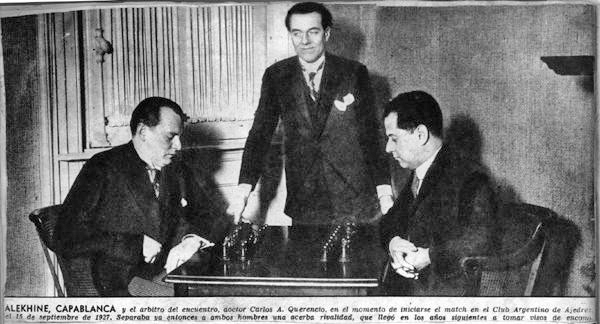
Зліва направо: Алехін, арбітр Карлос Аугусто Керенсіо, Капабланка.

З усіх претендентів лише Олександру Алехіну вдалося дістати гроші для забезпечення призового фонду і викликати Капабланку на матч за світову першість. 16 вересня 1927 у Буенос-Айресі майже всі прогнози були на користь Капабланки, який на турнірі в Нью-Йорку виступив вдало. Алехін до тоді не виграв у кубинця жодної турнірної партії, але в інших турнірах домігся не менших успіхів.
Матч проходив на умовах Лондонського протоколу і тривав два з половиною місяці, загалом суперники зіграли 34 партії. Алехін несподівано для більшості прогнозерів виграв першу партію. Капабланка відігрався в третій і вийшов уперед після перемоги в сьомій. У свою чергу Алехін здобув перемогу в одинадцятій та дванадцятій партіях і після цього не упускав лідерство. У двадцять першій партії Капабланка втратив терпіння й, ускладнюючи позицію, програв. У двадцять сьомій партії він упускає можливість виграти, але виграв тридцяту. З рахунком 15:14 на користь Алехіна була імовірність, що зустріч завершиться внічию, але після двох нічиїх Алехін виграв тридцять другу партію. Звівши внічию наступну і програвши тридцять четверту партію, Капабланка втратив титул. Матч закінчився з рахунком +6 -3 =25 на користь претендента.
Як одну з основних причин поразки багато хто вказує звичайну для Капабланки недбалість у підготовці до змагань. Він ніколи не вивчав стиль суперників, не працював над дебютами, і матч на першість світу не став винятком, тоді як Алехін ретельно готувався до матчу, що й проявилося під час поєдинку.

### Спроба повернути втрачену корону
З 1928 до 1929 року Капабланка грав у турнірах так часто, як тільки міг: в 1928 р. був другим у Кіссінґені, першим у Берліні та Будапешті, в 1929 р. першим у Рамсґейті, Карлсбаді, Барселоні, Будапешті та Ґастінґсі. У цей час Капабланка дає запит на реванш із Алехіним, але той відповів, що в нього вже організовано матч із Боголюбовим.
З 1931 до 1934 р. Капабланка не зіграв жодної турнірної партії, присвятивши себе вивченню нових дебютів. Можливо, з новими надіями наприкінці 1934 р. він приїхав до Інґільтерри, щоб узяти участь у черговому новорічному Ґастінґському турнірі. У цьому турнірі він був тільки четвертим із десяти, вигравши чотири та програвши дві партії. Цей результат він повторив у Москві в 1935 р., закінчивши четвертим. Два скромні турніри в Маргіті та Інґільтеррі, які проводилися в 1935 та 1936 р., він закінчив другим.
Несподіваний виграш голландця Макса Ейве у Алехіна в матчі на титул чемпіона світу схоже оживив надії Капабланки повернути чемпіонство. В 1936 році він виграв два великі міжнародні турніри: в Москві та Ноттінгемі, де зіграв унічию з Ботвинником та обіграв Алехіна (вперше за 9 років).
Тоді він грав агресивніше, щоправда, тільки з найслабшими суперниками. У цей час Капабланка зупинив свою гонитву за титулом: він повинен був зачекати результатів матчу-реваншу між Алехіним та Ейве. Якби голландець переміг, Капабланка ще міг би повернути чемпіонство, але Алехін в 1937 р. повернув собі титул, і всі надії Капабланки остаточно зникли.

### Останні роки
У листопаді 1938 р. було організовано великий турнір АВРО, у якому взяв участь і Капабланка. Вигравши в молодих Кереса та Файна, він програв Алехіну і закінчив сьомим.
У ці роки в нього вперше проявилися симптоми церебрального склерозу. В 1939 р. він зайняв друге місце в невеликих турнірах у Марґіті та Буенос-Айресі. Того ж року він став капітаном кубинської команди в Буенос-Айресі, де виграв 6 та програв 11 партій.
Ввечері 7 березня 1942 р., коли Капабланка сидів у шаховому клубі Манхеттена, йому раптом стало погано. Зразу ж його повезли до лікарні Молте Синай, де рік тому помер Ласкер. На жаль, уже на ранок помер і він: стався апоплектичний удар. Його поховали в Гавані. На могилі написали просто одне слово — Капабланка.

## Особисте життя
Капабланка був дуже відомим і популярним по всьому світі, завдяки чому про нього залишилося безліч спогадів. Більшість згадують Капабланку як надзвичайно виховану, дуже приємну й легку в спілкуванні людину. Навіть з суперниками він завжди був дуже доброзичливим. Він чудово одягався, в будь-якій обстановці тримався спокійно й невимушено, його не бентежила увага публіки. Капабланка добре розбирався в театрі, музиці, балеті, образотворчому мистецтві, захоплювався тенісом. За спогадами, несподівано швидко вигравши виставкову партію проти Бернштейна (див. діаграму вище) він вигукнув «Ось як добре! Я ще встигну потрапити на балет!». Крім рідної іспанської мови, кубинець вільно володів англійською, французькою та німецькою.
Завдяки своїй славі, а також освіченості та елегантності в спілкуванні, Капабланка мав успіх серед жінок. 1921 року одружився з кубинкою Глорією Сімоні Бетанкур, яка була на п'ять років молодша за нього (народилася 19 квітня 1893). Глорія народила Капабланці двоє дітей: старшого, сина, батьки назвали Хосе Рауль (народився 2 січня 1923 року), дочку — Глорією (народилася 23 червня 1925), передавши, таким чином, дітям свої імена. Капабланка любив своїх дітей і був турботливим батьком. Перед поїздкою на московський турнір 1925 року він залишив на випадок свого неповернення лист, виклавши в ньому найголовніші принципи, яких повинен був, на його думку, дотримуватися його син в житті, в тому числі напучував його стати юристом.
Перший шлюб de facto розпався через кілька років. Капабланка багато подорожував, мав романи з іншими жінками. Глорія також мала коханця. 1934 року Капабланка познайомився з Ольгою Чагодаєвою (уроджена Чубарова) — російською емігранткою, перший чоловік якої був білим офіцером. За однією з версій, зустріч відбулася на вечірці в спільного знайомого, за іншою — на прийомі в кубинському консульстві. Хоча Капабланка все ще перебував у шлюбі, вони стали жити разом. Ольга супроводжувала чоловіка в його поїздках на турніри. Після чотирирічного спільного життя з Ольгою Капабланка отримав розлучення і вступив у новий шлюб у 1938 році, за три тижні до АВРО-турніру.
Ольга пережила чоловіка більш ніж на півстоліття — вона померла 1994 року коли їй було 95 років. Залишила спогади про Капабланку, а перед смертю передала його папери Манхеттенському шахового клубу. Ще двічі виходила заміж, її останнім чоловіком був адмірал Джозеф Кларк, учасник Другої світової і Корейської воєн.

## Пам'ять
1986 року на кіностудії імені М. Горького було знято біографічну драму про життя Хосе Рауля Капабланки, де його образ втілив кубинський актор Сесар Евора.